# Loxoblemmus nigriceps
Loxoblemmus nigriceps är en insektsart som beskrevs av Lucien Chopard 1933. Loxoblemmus nigriceps ingår i släktet Loxoblemmus och familjen syrsor. Inga underarter finns listade i Catalogue of Life.